# Ferenc Török (réalisateur)
Dans le nom hongrois Török Ferenc, le nom de famille précède le prénom, mais cet article utilise l’ordre habituel en français Ferenc Török, où le prénom précède le nom.
Pour les articles homonymes, voir Ferenc Török et Török.
Ferenc Török, né le 23 avril 1971 à Budapest, est un réalisateur et scénariste hongrois.
Il a reçu le prix Béla Balázs.

## Biographie

### Formation
- Université d'art dramatique et cinématographique

## Filmographie partielle

### Au cinéma
- 1999 : Tranzit
- 2000 : Valaki kopog (série TV)
- 2001 : Moszkva tér
- 2003 : Jött egy busz...
- 2004 : Szezon (Eastern Sugar)
- 2004 : Európából Európába (segment 7)
- 2004 : Von den Sockeln (épisode "Hungary") (série TV)
- 2005 : A Pál utcai fiúk (A Day Off) (TV)
- 2005 : Egy nap szabadság
- 2005 : Csodálatos vadállatok (TV)
- 2007 : Overnight
- 2009 : HVG30
- 2009 : Koccanás (TV)
- 2009 : Hajónapló (série TV)
- 2010 : Apacsok (TV)
- 2011 : Isztambul
- 2012 : East Side Stories
- 2012 : Magyarország 2011 (segment)
- 2013 : Hegyek és tengerek között: Samira (feuilleton TV)
- 2013 : Hegyek és tengerek között (série TV)
- 2013 : Brigád
- 2014 : Senki szigete
- 2017 : La Juste Route (1945)